# 팔조지교
팔조지교(八條之敎)는 고조선 사회의 법률이다. 팔조법금(八條法禁)이라고도 하며, 고조선 사회가 가부장(家父長) 중심의 계급 사회로서, 사유 재산을 중히 여겼으며, 응보주의(應報主義)에 따른 형법을 지녔던 당시의 사회상을 반영하고 있다.
고조선에는 일찍부터 사회의 안녕 질서를 유지하기 위하여 일종의 불문율인 8조(八條)의 법이 있어 각종 범죄를 처벌하였다. 《한서(漢書)》 지리지(地理志)에 그중 3조목이 전해지고 있다.
1. 사람을 죽인 자는 즉시 사형에 처한다.
2. 남에게 상해(傷害)를 입힌 자는 곡물로써 배상한다.
3. 남의 물건을 훔친 자는 데려다 노비로 삼는다. 단, 자속(自贖)하려는 자는 1인당 50만 전을 내야 한다.

위의 3조 중 절도죄에 대한 조항은 원래는 부여나 고구려와 같이 12배를 갚는 것이었으리라 여겨진다. 고조선인은 절도죄에 대해 상당히 관심이 컸던 듯하며, 비록 속전(贖錢)을 내고 자유민이 되더라도 이를 부끄러이 여겼으며, 결혼의 상대자를 구할 수가 없었다고 한다.
또 부인들은 정신(貞信)해서 음란하지 않았다고 하였는데, 이 사실로 미루어 보아 간음(姦淫)을 금하는 1조목이 있었을 것으로 추측된다. 이러한 법조목의 존재는 고조선 사회가 원시적인 씨족 사회를 벗어나서 발달된 생산력을 기초로 한 사유 재산 제도와 가부장적인 가족 제도가 성립된 사회로 발전하고 있음을 말해주는 것이다.
이후 한사군이 설치되면서 중국인들의 이주로 풍속이 나빠지고 범죄가 늘어나 8조가 60여조로 늘어났다고 한다.

## 같이 보기
- 고조선
- 한서
- 법률